# 川端俊一郎
川端 俊一郎（かわばた しゅんいちろう、1939年 - ）は、日本の経済学者、北海学園大学名誉教授。学校法人北海学園元理事。北海道生まれ。

## 略歴
- 1958年　北海道札幌南高等学校卒業[1]
- 1962年　北海道大学農学部卒業[3]
- 1967年　北海道大学大学院農学研究科農業経済学専攻単位取得退学[3]
- 1967年　北海学園大学経済学部講師
- 1970年　 北海学園大学経済学部助教授[1]
- 1978年　北海学園大学経済学部教授[3]
- 1982年　北海学園大学開発研究所所長
- 2003年　北海学園大学経営学部教授[3]
- 2005年　大学設置準備担当として北海学園北見大学学長代行（1年間）、学校法人北海学園理事
- 2006年　北海商科大学商学部教授
- 2008年　北海商科大学定年退職。北海学園大学名誉教授。学校法人北海学園理事
- 2021年　森本正夫逝去に伴い学校法人北海学園理事退任。
- なお、この間に佛教大学仏教学部仏教学科通信教育課程にも入学している（1990年に中退）[2]。
- また、教授職のほかに、北海学園北東アジア研究交流センター（HINAS）副長を務めた

## 研究領域
専門は、当初は農業経済学で、次いで経済政策・マーケティング、さらに建築史及び意匠・仏寺関連の歴史と多岐にわたる。特に、南朝尺と法隆寺に関する研究を手がける。恩師は高倉新一郎
学説
- 法隆寺所蔵の物差しは通説では朝鮮半島の高麗尺とされるが、川端は中国の南朝尺とする一人説を提唱[4]。

## 主な著書・論文
- 「資本蓄積の表式的叙述--社会的総資本の拡大再生産表式の再検討」『経済論集 17』北海学園大学経済学会 1967
- 「投機の性格--投機と賭博との区別について」『経済論集 17 (3)』北海学園大学経済学会  1971
- 「札幌市における大型スーパーの進出」『開発論集 = The journal of development policy studies (29)』北海学園大学開発研究所 1980
- 「剣淵町」『開発論集 = The journal of development policy studies (29) 』 荒木俊夫と共同執筆　北海学園大学開発研究所1980
- 「ニュージーランドのラム産業と不足払制」『開発論集 = The journal of development policy studies  (35) 』北海学園大学開発研究所　1985
- 「カナダの石炭産業」『開発論集 = The journal of development policy studies (36)』 北海学園大学開発研究所 1985
- 「ヨーロッパにおける商品先物取引の成立」『北海学園大学経済論集 37 (4)』北海学園大学経済学会  1990
- 「倭国の市と大和の市」『北海学園大学経済論集 43 (3)』北海学園大学経済学会  1995
- 「産直という流通システム」『北海学園大学経済論集 49 (2)』北海学園大学経済学会  2000
- 「これからの農協産直を考える」『協同組合経営研究月報 (563)』協同組合経営研究所 2000
- 『法隆寺のものさし−隠された王朝交代の謎』単著 ミネルヴァ書房 2004

など